# Дикий Захід

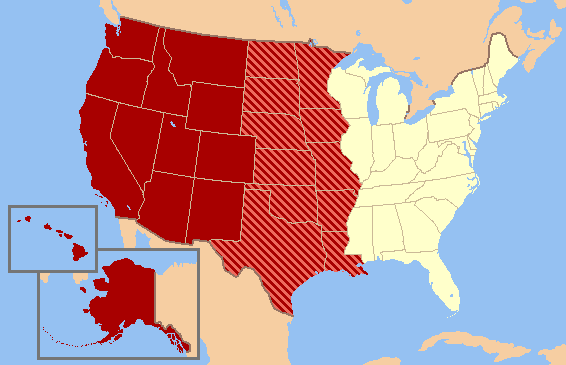
Дикий Захід у минулому. Темно-червоним виділені штати, які відносять до західних Бюро перепису населення США; заштриховані інші штати до заходу від Міссісіпі, також часто входять у поняття Заходу

Ди́кий За́хід (англ. Wild West) — назва територій, що сьогодні становлять захід США у період між Громадянською війною в США і 1890 роком. Спочатку включала зону освоєння — Фронтир (англ. Frontier), розташовану на території сучасних штатів Північна Дакота, Південна Дакота, Монтана, Вайомінг, Канзас, Небраска та Техас, яка поступово розширювалася і пересувалася на захід аж до Тихоокеанського узбережжя.
Дикий Захід характеризував першопрохідний настрій, з яким багато людей залишали все густіше заселений схід США та прямували на захід. Більшу частину з них становили нові іммігранти з Європи. Основною рушійною силою переселення став прийнятий у 1862 році Акт про власність на землю, який дозволяв отримувати у власність землю на незаселених територіях. Після того, як в 1848 в Каліфорнії та в 1860 році на Території Дакоти було виявлено золото, почалася так звана золота лихоманка, що підсилила потік переселенців. Для низки релігійних груп переселення на малозаселені західні території надавало можливість уникнути зовнішнього впливу і конфліктів з представниками основних конфесій та владою. Одним з прикладів цього є мормони, які оселилися в штаті Юта.
У міру заселення західних штатів США та їх урбанізації, площа територій з характерним для Дикого Заходу життєвим укладом скорочувалася, поки, приблизно в 1890, він не перестав існувати як культурне явище. У ширшому сенсі період тягнеться від початку XIX століття та до кінця Мексиканської революції в 1920 році.
Вже в XIX столітті першопрохідці та Дикий Захід розглядалися в романтичному і героїчному світлі. Типовими сюжетами оповідань про Дикий Захід були зіткнення з індіанцями, ковбої, полювання на бізонів, промисел золотошукачів, поєдинки шерифів і бандитів. З приходом кінематографа сюжет Дикого Заходу знайшов своє віддзеркалення в жанрі вестерн.